# Marthula hirsuta
Marthula hirsuta är en fjärilsart som beskrevs av William Schaus 1906. Marthula hirsuta ingår i släktet Marthula och familjen tandspinnare. Inga underarter finns listade i Catalogue of Life.